# 沈良杰
沈良杰（Kitson Shum），中國香港男演员、電視劇製片人、電影監製、投資人、創業家。

## 入行經歷
沈良杰12歲因參加廣告及微電影拍攝而入行，15歲因拍攝電影《迷離夜》加入電影圈。現主力從事電影電視製片人、監製、策劃等工作。轉為幕後任職普羅資本全資子公司普羅文化首席運營官，曾參與投資作品包括《紅海行動》、《機器之血》、《創業時代》、《亮劍3》《大明皇妃》等。後來他於2018年在香港創立決世控股，公司主營業務包括電視劇/網絡劇及電影投資製作和新媒體產業發展。旗下公司包括決世文化產業基金公司、決世影業、決世娛樂、決世星河影業、決世星河藝人管理、決世音樂聲效製作、張敏導演工作室、決世新媒體產業公司等，並且與著名演員洪天明共同創立決世天明影業。

## 曾演出作品

### 電影
| 年份 | 片名       | 備註   | 角色     | 導演           | 合作演員                       | 其他 |
| ---- | ---------- | ------ | -------- | -------------- | ------------------------------ | ---- |
| 2013 | 迷離夜     | 配角   | 何斌     | 李志毅         | 梁家輝、童愛玲                 |      |
| 2015 | 大浪淘沙   | 男一號 | 阿軍     | 蔡繼光         | 鮑起靜                         |      |
| 2016 | 貧窮富爸爸 | 配角   | 大陸團友 | 張堅庭         | 鄭嘉穎、小小彬                 |      |
| 2016 | 玩謝大師   | 男一號 | 郭展輝   | 藍少基         | 劉以達、鄭子誠                 |      |
| 2017 | 蕩寇風雲   | 配角   | 鄭若曾   | 陳嘉上         | 趙文卓、洪金寶、萬茜、倉田保眧 |      |
| 2019 | 潛行者     | 客串   | 快遞員   | 呂冠南、譚廣源 | 伍允龍、吳建豪                 |      |

### 電視
- 2013年香港電台單元劇－燃眉時刻《港台外判戲劇計劃》：巨龍 飾 男同學－劉謙

### 廣告
- 香港pizza hut廣告新春篇
- 香港紅十字會廣告(與鄭秀文合作)
- 香港渡海泳宣傳廣告
- 香港麥當勞廣告《大富翁》
- 香港中電廣告
- 香港建築貿發局廣告

### 舞台劇
- 2013年 英皇娛樂 演員班畢業典禮舞台劇《嬉春酒店》飾 男主角

### 微電影
- 2014年 Fresh Wave 鮮浪潮 2014 競賽短片《和理非非 17 Years After》飾 主角－陳學倫
- 2013年 理工大學電影系畢業作品演出
- 2012及2013年 M21青年微電影大賽短片演出
- 2016年 懲教署－《真愛》飾 主角－王家興

## 外部連結
- 沈良杰的Facebook專頁
- 沈良杰的新浪微博

## 註譯
1. ↑  人情冷暖 大浪淘沙 （页面存档备份，存于） 《am730》 2015年1月16日